# (27965) 1997 SH25
1997 أس إتش 25 (ويعرف أيضًا باسم (27965) 1997 أس إتش 25 وفق تسمية الكوكب الصغير) (بالإنجليزية: 1997 SH25)‏ هو كويكب ضمن حزام الكويكبات؛ وترتيبه 27965 من حيث الاكتشاف.
اكتُشف هذا الجُرم الفلكي بواسطة تاكيشي أوراتا ‏ في 29 سبتمبر 1997.

## وصلات خارجية
- (27965) 1997 SH25 في قاعدة بيانات مختبر الدفع النفاث لأجرام النظام الشمسي الصغيرة

- الاكتشاف · مخطط المدار ·  العناصر المدارية · المعلمات المادية

- (27965) 1997 SH25 على موقع ويكي سكاي: DSS2, SDSS, GALEX, IRAS, Hydrogen α, X-Ray, Astrophoto, Sky Map, Articles and images